# 376P/LONEOS
376P/LONEOS, komet Jupiterove obitelji. Komet je Sunčeva sustava. Otkriven je na projektu LONEOS 2. travnja 2005. godine.
Po klasičnoj definiciji kometa Jupiterove obitelji udovoljava uvjetima, jer mu je ophodno vrijeme P kraće od 20 godina, odnosno iznosi 14,18 godina. Komet je Jupiterove obitelji i po novom službenom kriteriju Levisona i Duncana, jer mu je Tisserandov parametar T veći od 2 a manji od 3, odnosno iznosi 2,706.